# Kent (Ohio)
Kent je město ve státě Ohio v USA, největším město okresu Portage County. Město bylo založeno v roce 1805 pod názvem Franklin Mills a v roce 1864 přejmenováno na počest politika a železničního podnikatele Marvina Kenta. Kent je známý svou vysokou školou Kent State University, založenou v roce 1910, která má významný vliv na ekonomiku a demografickou strukturu města. Vzdělávací sektor je hlavním zaměstnavatelem a město nabízí různé vzdělávací příležitosti prostřednictvím školního distriktu a veřejné knihovny. Město bylo v minulosti průmyslové, později se proměnilo v univerzitní město s řadou festivalů a jiných kulturních a vědeckých aktivit.